# 2015年歐洲運動會比利時代表團
比利時預計將參加2015年6月12日至28日在亞塞拜然巴庫舉行的2015年歐洲運動會。

## 體操

### 競技體操
- 女子 – 3個參賽配額

### 彈翻床
比利時因為一位運動員在2014年歐洲彈翻床錦標賽的賽事結果獲得參賽資格。
- 女子個人 – 1個參賽配額